# موش پنبه اکوادور
موش پنبه اکوادور (نام علمی: Sigmodon inopinatus) نام یک گونه از زیرخانواده سینی‌دندانیان است.